# Châamba
Pour les articles homonymes, voir Chamba.
 (juillet 2015).
Si vous disposez d'ouvrages ou d'articles de référence ou si vous connaissez des sites web de qualité traitant du thème abordé ici, merci de compléter l'article en donnant les références utiles à sa vérifiabilité et en les liant à la section « Notes et références ».
Les Châamba (variante : Chaânba) (sing. : Chambi) (en arabe : الشعانبة) est une confédération de clans arabes  localisée principalement en Algérie.

## Population et territoire
En 1961, le nombre de population a été estimé à 20 000 personnes. Les Châmbas sont partagés en clan et en territoire au sud-nord deux Soufs : Tabelkosa- Guern el-Guessaâ, à l’est les Chaânbi d’El-Goléa et l’ouest le clan du Grand Erg composé de certaines tribus de Gourara et de Béni Abbès . Ils vivent en Algérie dans l'erg occidental et oriental, au sud de la Tunisie et de la Libye. En Algérie, ils sont dans les villes : Metlili-Chaamba, El Menia, Ouargla, El Oued, et Grand Erg Occidental, notamment Timimoun et Béni Abbès. Alors que, traditionnellement, c'était des nomades spécialisés dans l'élevage de dromadaires, la plupart se sont installés dans les oasis au cours du siècle passé.

## Origine et légende
Les Châamba seraient une confédération de clans arabes, descendants de Shuyab ibn Khozaima al-Sulami des Banu Sulaym[réf. nécessaire] du nord du Sahara algérien. Ils sont en tout cas considérés comme arabes,,,,,,,,,,.
Selon l'anthropologue Ahmed Ben Naoum, les Châamba sont d'origine berbère zénète.

## Culture et traditions
Les Chaâmba parlent un dialecte arabe qualifié de hilalien.
Au printemps, la fête du dromadaire est célébrée. Des Chaâmba du Mali ainsi que d'autres tribus châambis de diverses régions d'Algérie viennent participer à la fête du dromadaire.

### Musique
On ne retrouve pas de trace de la tradition poétique hilalienne chez les Chaâmba.

## Économie
Les Châambas étaient nomades et pratiquaient l'élevage.
Les régions de Metlili-Chaâmba possèdent des dattiers du type deglet nour.

## Histoire
Les Chaambas, arrivés en Afrique du Nord lors des invasions hilaliennes, vinrent s'installer sur la place du Ksar de Metlili vers le début du xive siècle, repoussant devant eux les berbères zénètes.
En 1317, afin de trouver une solution aux divergences et aux guerres entre arabes Châamba malékites et les berbères mozabites ibadites, les deux confédérations décident d’échanger des familles entre Metlili et Melika. L'acte a été ratifié par un contrat écrit et fut conservé par les Mozabites. Ensuite, plusieurs familles de Beni Mathar et de Beni Khefiane ont occupé une partie du Ksar Delbouna à Metlili et en ont assuré la gouvernance. Les Châamba ont envoyé plusieurs familles afin d’occuper le quart de la ville de Mélika. Actuellement, les descendants des ibadites à Metlili ou les Beni Brahim, sont de doctrine malékites. Ces familles se sont éparpillées à Tamanrasset, ainsi qu'à Timimoun ou In Salah ainsi qu’à El Goléa et au Maroc.
Au début du xviie siècle, les Chaambas se fractionnent en trois clans : les Chaambas Mouadhi partirent vers El Goléa, les Chaambas Bou-Rouba choisirent Ouargla, et seul le groupe des Chaambas Berezga demeure à Metlili ; enfin, quelques fractions se fixèrent dans le Nord-Ouest du désert, sur le piedmont de l'Atlas. Le 16-17 septembre 1864, une insurrection a lieu à Ghardaïa, faites par des insurgés issues principalement des Chaamba et quelques Larbaa attaquant et pillant les maisons dans la nuit de ceux qui ne voulurent pas se rallier à la Révolte des Ouled Sidi Cheikh, dirigé par le Cheikh Bouamama. Ces différents groupes, bien que se querellant parfois entre eux, s'uniront toujours lorsqu'il s'agira de combattre les tribus voisines : Said Otba, Laarba, Ouled Badjouda ; le raid des différentes communautés Chaambas assemblées contre les tribus nomades des Berbères du Nord-Ouest en 1876 restera dans les annales de la région.

### Contemporain
Lors de la campagne militaire française au Sahara, le général français François-Henry Laperrine opposa aux Touaregs berbères les tribus arabes Chaâmbas.

Pendant toute l'occupation française du Sahara qui allait devenir algérien, les Chaamba jui ont fournissent « les meilleurs méharistes »

#### Heurts dans le Mzab algérien

Wilaya de Ghardaïa

En 1984, des affrontements dans le Mzab algérien entre Châambas malékites et mozabites ibadites à la suite de litiges fonciers des destructions ainsi que des blessés, tout comme en 1985, en 1991 et en 2004. Bien que ces communautés cohabitent depuis des siècles, la région est confrontée à une lutte pour l’appropriation d’un espace de plus en plus réduit sur fond de libéralisation économique et l’arrivée de nouveaux habitants menace l’équilibre démographique largement favorable aux mozabites, majoritaires dans la région.
En 2008, de nouvelles confrontations entre les deux communautés ont lieu à Berriane. En 2009, à Berriane, il est fait état de plusieurs blessés.
En juillet 2015, dans la vallée du Mzab, des affrontements font au moins 22 morts et des centaines de blessés. La cause de ces affrontements serait des conflits fonciers entre les deux communautés, conflits exacerbés par les différences religieuses entre Châambas malékites et mozabites ibadites,.

## Personnalités
- Ahmed Benbitour
- Mukhtar Belmokhtar